# 엔바이오니아
엔바이오니아(Envioneer Co. Ltd.)는 대한민국의 복합소재 기업이다. 본사는 충북 제천시 한방엑스포로 85에 위치해 있으며 대표이사는 한정철이다.

## 종속회사
- 세프라텍[2]

## 상장
2019년 10월 24일에 주관사를 미래에셋대우로 공모가 8,200원에 코스닥 시장에 상장하였다.

## 참고문헌
1. ↑  엔바이오니아, 120억원 영구CB 발행 성공 "메타 아라미드 사업 본격화", 머니투데이, 2023-09-08
2. ↑  설경진, 엔바이오니아, 종속회사 SK에코플랜트와 해외시장 규모 23조 전망 초순수 핵심기술 국산화 나선다, 이투데이, 2023-02-06
3. ↑  범찬희, 엔바이오니아, 친환경 물티슈 상용화 박차, 딜사이트, 2023.11.17